# Sixième homme
 (avril 2017).
Si vous disposez d'ouvrages ou d'articles de référence ou si vous connaissez des sites web de qualité traitant du thème abordé ici, merci de compléter l'article en donnant les références utiles à sa vérifiabilité et en les liant à la section « Notes et références ».

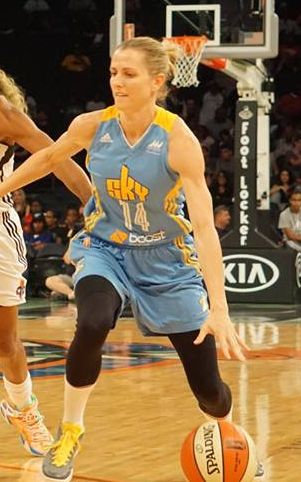
Allie Quigley, double meilleure sixième femme de la WNBA.

Le sixième homme (ou sixième femme pour les féminines) désigne un joueur de basket-ball qui commence usuellement le match comme remplaçant derrière le cinq de départ.  
Sous la férule de Red Auerbach (neuf titres NBA), les Celtics de Boston font de la contre-attaque leur arme principale. Imposant une défense très dure et une relance très rapide de la balle, il introduit la notion de sixième homme où Frank Ramsey se distingue derrière le duo Bob Cousy – Bill Sharman.
Il s'agit le plus souvent d'un joueur ou d'une joueuse polyvalent(e) à même de remplacer un équipier tenant différents postes et à même d'avoir un impact rapide sur la rencontre. Ce terme s'est imposé dans les années 1970, le sixième homme devenant un élément clé du recrutement et du coaching. Des joueurs comme Manu Ginóbili, Jamal Crawford ou encore Jason Terry, ont régulièrement changé le cours d'un match en sortie de banc.*
En WNBA, DeWanna Bonner et Allie Quigley ont remporté à plusieurs reprises le trophée de meilleure sixième femme de la WNBA.
En NBA, Jamal Crawford devient en 2016 le premier joueur à remporter trois fois cette distinction.